# George Howard (Politiker)

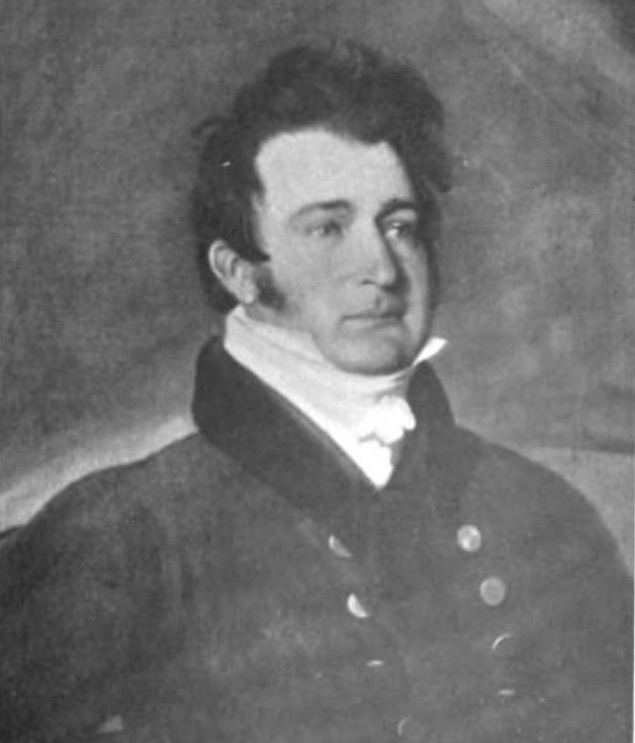
George Howard

George Howard (* 21. November 1789 in Annapolis, Maryland; † 2. August 1846 in Baltimore, Maryland) war ein US-amerikanischer Politiker und von 1831 bis 1833 Gouverneur des Bundesstaates Maryland.

## Frühe Jahre und politischer Aufstieg
George Howard war ein Sohn von John Eager Howard, der von 1788 bis 1791 Gouverneur von Maryland und von 1796 bis 1803 US-Senator gewesen war. George genoss eine private Schulausbildung. Danach wurde er Besitzer und Verwalter eines großen Anwesens, das sich im heutigen Howard County befand.

## Gouverneur von Maryland
Politisch ist George Howard bis 1831 nicht in Erscheinung getreten. Im Januar dieses Jahres wurde er Mitglied des Beraterstabes (Executive Council) von Gouverneur Daniel Martin. Im weiteren Verlauf des Jahres wurde er Präsident dieses Gremiums. Als solcher musste er am 8. Juli nach dem Tod von Gouverneur Martin dessen Amt übernehmen und die verbleibende Amtszeit beenden. Im Januar 1832 wurde er dann selbst von der Legislative für ein Jahr zum Gouverneur seines Staates gewählt. Somit war er zwischen dem 8. Juli 1831 und dem 17. Januar 1833 Gouverneur von Maryland. In dieser Zeit wurde eine staatliche Bank in Maryland gegründet. Die Ausstattung der Schulen in Maryland wurde verbessert. Damals wurde aber auch ein staatlicher Verband der Sklavenhalter (State slaveholders association) ins Leben gerufen. Eine staatliche Lotterie wurde ebenso abgelehnt wie die Unterstützung von South Carolina während der Nullifikationskrise.

## Weiterer Lebenslauf
George Howard verzichtete im Jahr 1833 auf eine erneute Kandidatur für das Amt des Gouverneurs. In den Jahren 1836 und 1840 gehörte er zu den Wahlmännern bei den jeweiligen Präsidentschaftswahlen. Ansonsten widmete er sich seinen privaten Interessen. George Howard starb im August 1846. Mit seiner Frau Prudence Gough Ridgley hatte er dreizehn Kinder.